# Schusteria tonduzana
Schusteria tonduzana là một loài Rêu trong họ Lejeuneaceae. Loài này được (Stephani) Kachroo miêu tả khoa học đầu tiên năm 1957.